# Зостбах
Зостбах (нем. Soestbach) — река в Германии, протекает по округу Арнсберг земли Северный Рейн-Вестфалия. Площадь водосборного бассейна составляет 72,259 км², длина реки — 13,1 км. Левый приток реки Азе (бассейн Рейна).
Река протекает по территории бывшего ганзейского укрепленного города Зост, где длительное время была упрятана «в трубу». Сейчас реку постепенно открывают и превращают в городскую достопримечательность. Впадает в Азе к северу от деревни Бервикке.